# Anthornis melanocephala
Espèce
Statut de conservation UICN

 EX  : Éteint
Anthornis melanocephala est une espèce éteinte d’oiseaux de la famille des Meliphagidae. D'apparence très semblable au Méliphage carillonneur, il était néanmoins plus grand et fut observé pour la dernière fois en 1906.
Il est parfois classé comme sous-espèce de Anthornis melanura,,. 

## Répartition
Cette espèce était endémique des îles Chatham.